# Вологодско-Пермская летопись
Волого́дско-Пе́рмская ле́топись — установившееся в современной науке наименование обширного общерусского летописного свода конца XV — первой половины XVI века, важного источника сведений по истории Русского централизованного государства.
Летопись завершается известиями 1538 года и содержит большое количество сведений, неизвестных по другим летописным сводам. Особенное значение имеет заключительная часть летописи с 1480 по 1538 год, в которой содержатся не только общерусские сообщения, но и известия о событиях в Северо-Восточной Руси, в основном в Вологодских и Пермских землях. Из-за этой отличительной черты летопись и получила название «Вологодско-Пермской».
Летопись дошла до нас в трёх редакциях: первая (по времени) редакция, сохранившаяся в единственном Лондонском списке, составлена в конце XV века; вторая редакция, также в единственном Академическом списке составлена в 20-х годах XVI века; третья редакция, созданная в середине XVI века, сохранилась в трёх списках: Кирилло-Белозерском, Синодальном и Чертковского.
Над летописью работали многие исследователи. Она была открыта А. А. Шахматовым, который обнаружил совпадение текста с Никаноровской летописью вплоть до конца 1471 года. А. А. Шахматов сделал вывод, что обе летописи основаны на общем источнике, доведённом до 1472 года. М. Д. Присёлков сделал вывод, что это был московский великокняжеский свод. Изложение событий до 1418 года совпадает с первой Софийской летописью. После 1472 года в Вологодско-Пермской летописи встречаются сообщения, связанные с Вологдой, Пермью и Югрой. На этом основании М. Н. Тихомиров высказал предположение, что вторая и третья редакции летописи основаны на составленном до 1502 года своде, связанном с архиепископом Филофеем Пермским. Последующее изучение Я. С. Лурье Лондонского списка, с неизвестной ранее редакцией летописи 1499 года подтверждает эти предположения.
Позднее Вологодско-Пермская летопись была доведена до 1526 года с использованием московских источников, содержание которых близко к Воскресенской и второй Софийской летописям. Свод 1526 года дополнялся записями 1527—1539 на основе московских летописных материалов.
Летопись впервые была опубликована в 1959 году в томе 26 Полного собрания русских летописей. Переиздана в 2007 году.

## Издания
- Полное собрание русских летописей, т. 26, М.-Л., 1959. djvu
- Вологодско-Пермская летопись. Серия: Полное собрание русских летописей Издательство: Рукописные памятники Древней Руси, 2007 г. ISBN 5-9551-0063-6 Тираж: 1000 экз.